# Championnat de Hongrie de football 1910-1911
Navigation
Saison précédente Saison suivante
La saison 1910-1911 du Championnat de Hongrie de football est la 10e édition du championnat de première division en Hongrie, la Nemzeti Bajnokság. Les dix meilleurs clubs de Budapest sont regroupés au sein d'une poule unique où ils se rencontrent deux fois au cours de la saison, à domicile et à l'extérieur. En fin de saison, le dernier du classement est relégué et remplacé par le meilleur club de II. Osztályú Bajnokság, la deuxième division hongroise.
C'est le Ferencváros TC, double tenant du titre, qui termine à nouveau en tête du classement final du championnat, avec huit points d'avance sur le MTK Budapest et dix sur le Törekvés SE. C'est le 6e titre de champion de Hongrie de l'histoire du club.

## Les clubs participants
| - Terézvárosi TC - Budapest TC - Ferencváros TC - Nemzeti SC - 33 FC - Promu de II. Osztályú Bajnokság - MTK Budapest - Magyar AC - Ujpest TE - Budapest AK - Törekvés SE |

## Compétition

### Classement
Le barème utilisé pour établir le classement est le suivant :
- Victoire : 2 points
- Match nul : 1 point
- Défaite, forfait ou abandon : 0 point

| Rang | Équipe             | Pts | J  | G  | N | P  | Bp | Bc | Diff |
| ---- | ------------------ | --- | -- | -- | - | -- | -- | -- | ---- |
| 1    | Ferencváros TC (T) | 32  | 18 | 16 | 0 | 2  | 77 | 19 | +58  |
| 2    | MTK Budapest (C)   | 24  | 18 | 10 | 4 | 4  | 37 | 18 | +19  |
| 3    | Törekvés SE        | 22  | 18 | 9  | 4 | 5  | 44 | 33 | +11  |
| 4    | Budapest AK        | 21  | 18 | 9  | 3 | 6  | 38 | 28 | +10  |
| 5    | Budapest TC        | 18  | 18 | 7  | 4 | 7  | 29 | 33 | -4   |
| 6    | Magyar AC          | 17  | 18 | 8  | 1 | 9  | 32 | 35 | -3   |
| 7    | Terézvárosi TC     | 13  | 18 | 5  | 3 | 10 | 18 | 48 | -30  |
| 8    | Nemzeti SC         | 12  | 18 | 4  | 4 | 10 | 26 | 40 | -14  |
| 9    | 33 FC (P)          | 11  | 18 | 4  | 5 | 9  | 18 | 37 | -19  |
| 10   | Ujpest TE          | 8   | 18 | 2  | 4 | 12 | 23 | 51 | -28  |

|  | Vainqueur du championnat de Hongrie 1910-1911                                                    |
|  | Relégation directe en deuxième division                                                          |
|  | (T) Tenant du titre (C) : Vainqueur de la Coupe de Hongrie (P) : Promu de II. Osztályú Bajnokság |

## Bilan de la saison
| Championnat de Hongrie de football 1910-1911 |                           |
| Champion                                     | Ferencváros TC (6e titre) |
| Coupes et trophées                           |                           |
| Vainqueur de la Coupe de Hongrie 1910-1911   | MTK Budapest              |
| Promotions et relégations                    |                           |
| Promus en Nemzeti Bajnokság                  | III. Kerületi TVE         |
| Relégués en II. Osztályú Bajnokság           | Ujpest TE                 |